# Ministeri de Sanitat del Regne d'Espanya
El Ministeri de Sanitat és un dels departaments ministerials en els quals s'organitza l'Administració General de l'Estat, el titular del qual és el ministre o la ministra de Sanitat.
Fou creat l'any 2018 pel president del Govern d'Espanya, Pedro Sánchez Pérez-Castejón, a través del Reial Decret 355/2018, de 6 de juny, pel qual es reestructuren els departaments ministerials. L'any 2020 en el nou govern de Pedro Sánchez, va decidir separar el ministeri de Sanitat del de Consum.
L'actual titular és Carolina Darias San Sebastián.

## Funcions
Correspon al Ministeri la proposta i execució de la política del Govern d'Espanya en matèria de:
- Salut
- Planificació i assistència sanitària.
- Exercici de les competències de l'Administració General de l'Estat per assegurar als ciutadans el dret a la protecció de la salut.

## Estructura orgànica
El Ministeri s'estructura en els següents òrgans superiors i directius:
- La Secretaria General de Sanitat
  - La Direcció general de Salut Pública, Qualitat i Innovació
  - La Direcció general de Cartera Bàsica de Serveis del Sistema Nacional de Salut i Farmàcia
  - La Direcció general d'Ordenació Professional
- La Subsecretaria de Sanitat
  - La Secretaria General Tècnica del Ministeri de Sanitat

## Llista de ministres
| Legislatura             | Inici                  | Finalització                   | Nom                                         | Partit |
| ----------------------- | ---------------------- | ------------------------------ | ------------------------------------------- | ------ |
| X (2011-2016)           | 22 de desembre de 2011 | 27 de novembre de 2014         | Ana Mato Adrover                            | PP     |
| X (2011-2016)           | 27 de novembre de 2014 | 3 de desembre de 2014          | Soraya Sáenz de Santamaría Antón (interina) | PP     |
| X (2011-2016) XI (2016) | 3 de desembre de 2014  | 16 d'agost de 2016             | Alfonso Alonso Aranegui                     | PP     |
| XI (2016)               | 16 d'agost de 2016     | 4 de novembre de 2016          | Fátima Báñez García (interina)              | PP     |
| XII (2016-2019)         |                        |                                |                                             |        |
| 4 de novembre de 2016   | 7 de juny de 2018      | Dolors Montserrat i Montserrat | PP                                          |        |
| 7 de juny de 2018       | 12 de setembre de 2018 | Carmen Montón Giménez          | PSOE                                        |        |
| 12 de setembre de 2018  | 13 de gener de 2020    | María Luisa Carcedo Roces      | PSOE                                        |        |

## Història
El primer precedent d'aquest organisme va ser el Ministeri de Sanitat i Assistència Social creat el 4 de novembre de 1936 pel govern presidit per Francisco Largo Caballero. La primera persona al càrrec d'aquest ministeri va ser la cenetista catalana Frederica Montseny i Mañé, qui va esdevenir la primera dona ministra d'Espanya.
L'actual ministeri va ser fundat formalment pel govern d'Adolfo Suárez el 1977, tot i que anteriorment el govern d'Espanya ja incloïa òrgans amb competències de sanitat i salut, com la immediatament anterior Direcció General de Sanitat adscrita al Ministeri de la Governació. Al llarg del temps ha rebut diverses denominacions com les de Ministeri de Sanitat i Seguretat Social (1977-1982), Ministeri de Treball, Sanitat i Seguretat Social (1982), Ministeri de Sanitat i Consum o MISACO (1982-2009). L'any 2008 les seves competències sobre política social foren transferides al Ministeri d'Educació, Política Social i Esports d'Espanya, però en la remodelació que José Luis Rodríguez Zapatero va fer en la seva segona legislatura l'abril de 2009 foren reincorporades a aquest ministeri reanomenant-se Ministeri de Sanitat i Política Social.